# Вудленд-Хиллз
Вудленд-Хиллз (англ. Woodland Hills, примерный русский перевод Лесистые холмы) — район города Лос-Анджелес в Калифорнии, США. Расположен в юго-западной области долины Сан-Фернандо, северо-восточнее города Калабасас и западнее округа Тарзана. На севере Вудленд-Хиллз граничит с Вест-Хиллз, Канога-Парк и Уинненткой.
Самыми первыми поселенцами в этой области были индейцы племени Чумач. В 1769 году туда с экспедицией Портола прибыли белые поселенцы, которые столкнулись там с индейцами и назвали этот регион Долина дубов. В 1922 году Виктор Жирар Кляйнберг купил около 3 тыс. акров в этой местности для привлечения туда промышленной инфраструктуры. Он же высадил там примерно 120 тыс. деревьев, из-за чего в 1941 году местность получила название Вудленд-Хиллз.
Согласно переписи 2000 года население Вудленд-Хиллз составляет 61 092 человека. Из них 74,8 % — белые, 3,4 % — афроамериканцы, 7,2 % — латиноамериканцы, 5,9 % — азиаты и оставшиеся 6,8 % — другие расы.